# Vương Tác An
Vương Tác An, sinh 1958, tại Nghi Hưng, tỉnh Giang Tô. Ông là ủy viên Ban chấp hành trung ương đảng cộng sản Trung Quốc.

## Sự nghiệp
Từ năm 1977, Vương Tác An giữ nhiều chức vụ quan trọng, như Giám đốc, Tổng biên tập nhà xuất bản Tôn giáo kiêm nhiệm Chánh văn phòng Cục tôn giáo quốc gia; Phó tổng cục trưởng Tổng cục Tôn giáo; Tổng cục trưởng Tổng cục Tôn giáo quốc gia.
Vương Tác An có kinh nghiệm trong lĩnh vực nghiên cứu, giao lưu giữa các tôn giáo.